# Завръщане у дома (Пингвина)
„Завръщане у дома“ (на английски: Homecoming) е петият епизод на американския криминален драматичен сериал „Пингвина“, който е разклонение на игралния филм от 2022 г. „Батман“. Епизодът е написан от Брена Гибсън и Шейл Огбона и е режисиран Хелън Шейвър. Премиерата на епизода е на 20 октомври 2024 г. по Ейч Би О в Съединените щати, като в същия ден е достъпен и в стрийминг платформата „Макс“.
Действащ малко след събитията във филма, сериалът изследва възхода към властта на Озуолд „Оз“ Коб/Пингвина (в ролята Колин Фарел) в престъпния подземен свят на Готъм Сити. Оз се оказва съюзник с млад мъж на име Виктор (Рензи Фелиз), като същевременно трябва да се справи с присъствието на София Фалконе (Кристин Милиоти), която търси отговори относно изчезването на брат си.
Епизодът получава положителни отзиви от критиците за актьорската игра, сценария, обратите и тона.

## Сюжет
След като се измъкват от нощния клуб, Оз и Виктор запалват автомобила на улицата. Докато Виктор се притеснява, че София може да отмъсти, Оз не се тревожи много за това и оценява спасяването си от Виктор.
За да получат преднина във войната между бандите, Оз и неговите поддръжници отвличат Тадж, сина на Марони, и принуждават Салваторе и Надя да направят размяна; той ще върне Тадж, ако Надя върне пратката с гъби, която е взела от Оз. Сал и Надя неохотно се съгласяват с условията му. На излизане от затвора Оз вижда новинарски репортаж с подробности за изтичане на газ, което убива почти всички в имението на Фалконе, като София е сред малкото оцелели. В имението София е разпитана от началника на полицията относно събитията и местонахождението на Джони Вити, но тя отклонява всякакви въпроси. Разкрива се, че Вити е държан като заложник под семейното гробище на Фалконе, като София го измъчва, за да получи достъп до скривалището на парите на Фалконе.
Докато бандата на Оз се тревожи за смъртта на Фалконе, Оз смята това за предимство, тъй като София е свършила работата вместо тях. След това той възлага на Виктор да се грижи за майка му Франсис. Докато Оз пристига в склад, за да се срещне с Надя, той кара своя последовател Майки да се опита да убие Сал в затвора. След като откарва Тадж, Надя заключва вратите на склада и започва престрелка, която достига кулминацията си, когато Оз запалва Надя и Тадж. Огънят обаче активира химическите пожарогасителни спрейове, принуждавайки Оз бързо да вземе колата с гъбите и да тръгне към базата си. След това открива, че почти всички гъби са умрели, оставяйки го само с две малки кофи с използваем продукт. За да усложни нещата, той е повикан от Сал, който оцелява при опита за убийство, убивайки Майки и измъквайки се от „Блекгейт“. Той заплашва живота на Оз, а в замяна Оз го дразни, че трябва да се обади на жена си. Оз кара Виктор да отведе Франсис на безопасно място, а Виктор я отвежда в стар апартамент в „Краун Пойнт“, квартал, в който Виктор е израснал и който е силно пострадал от наводненията.
След като е измъчван, Вити обяснява, че майката на София, Изабела Джиганте, е планирала да напусне Кармайн Фалконе, но не е могла поради собствените си деца, като в крайна сметка се съгласява да подкрепи желанието ѝ да бъде новият глава на семейството. По-късно д-р Ръш посещава София, разкривайки, че знае, че тя е замесена в изтичането на газ, но въпреки това подкрепя решението и е готов да остане с нея. Тя кара Вити да организира среща с последните останали поддръжници на семейството, заявявайки, че сега тя поема бизнеса. Когато Вити се съпротивлява, София го застрелва в главата. Тя заявява, че ще използва името Джиганте – моминското име на майка си – и им предлага дял от парите на баща си за тяхната лоялност, което те приемат.
Същата нощ София посещава Сал в уединената му хижа и му предлага партньорство, планирайки да убият Оз и да превземат града. Оз пристига в апартамента на Виктор и се опитва да утеши Франсис, но тя не му обръща внимание. Той благодари на Виктор за действията му и разказва за смъртта на своите братя. Намирайки стар жетон в къщата, Оз кара Виктор да го придружи до изоставена подземна станция, която е посещавал в детството си. Оз включва осветлението и решава да използва станцията като база за своята операция с гъби.

## Производство

### Развитие
Епизодът е написан от Брена Гибсън и Шейл Огбона и режисиран от Хелън Шейвър.

### Сценарий
По повод смъртта на Надя Шохрех Агдашлу казва: „Всеки път, когато иранска майка говори със сина си, го нарича „джун“ („скъпи“). И в края на разговора обикновено завършва така: „горбунет берам“ („Аз се жертвам за теб“). Надя буквално се жертва за сина си. Това е най-добрата част за мен от тази сцена. Ако беше истински мафиотски бос, нямаше да се замеси в това. Но тя е домакиня. Тази сцена означава много за мен – защо Надя отива там? Тя може да изпрати хора, които да върнат сина ѝ. Но не го прави, защото нарича сина си „джун“ и е готова да се пожертва за него“.
Майкъл Кели обяснява решението на София да убие Джони: „Джони със сигурност щеше да е полезен. Но в същото време това е най-силният ход, който София можеше да направи. Тя има всички мъже пред себе си. Събра ги всички заедно с моята власт, нали? И тогава тя се появява и казва: „Не, ето ги парите. Знаеш ли, ще се отнеса честно с теб“. И всички, които присъстваха, сякаш казаха „О, да, това е нашият нов лидер“. Това беше невероятен ход от нейна страна“.
Тъй като д-р Ръш помага на София в нейната престъпна империя, Лорън Ле Франк се надява, че това може да е подривна дейност на гангстерския жанр, обяснявайки: „Гледали сме толкова много гангстерски филми, в които начинът, по който мъжете се отнасят към жените, е еднотипен, но ето че Джулиан Ръш може да е някой, който се възхищава на София и изпитва страхопочитание към нея. Просто не мисля, че сте виждали този тип динамика толкова често“.

## В България
Епизодът е излъчен премиерно в България по Ейч Би О на 21 октомври 2024 г., като от същия ден е достъпен и в стрийминг платформата „Макс“, субтитриран на български език.